# Michael Busch (Filmemacher)
Michael Busch (* 1965) ist ein deutscher Filmregisseur und Drehbuchautor. Seine Filme sind Experimentalfilme.
Er studierte angewandte Theaterwissenschaften an der Justus-Liebig-Universität Gießen und experimentelle Filmgestaltung an der Universität der Künste Berlin mit dem Abschluss Meisterschüler.
Seit 2007 hat er eine Gastprofessur an der Universität der Künste Berlin inne und leitet dort in Vertretung von Heinz Emigholz die Fachklasse experimentelle Filmgestaltung. Seine Filme laufen auf Internationalen Filmfestivals.
Michael Busch lebt in Berlin.

## Filmografie
- 1987: Die Macht des Wahnsinns (Stummfilm – nach eigenen Angaben Co-Regie mit Ernst Kubitza [*1956], Premiere auf dem Filmfest München)[1]
- 1992: Die Terroristen! (Drehbuch)
- 1996: Der Sprinter (Regie und Drehbuch) – Kurzdokumentation
- 1996: Words for Windows (Regie) – Kurzfilm
- 1999: Hyberbooks (nach eigenen Angaben "experimenteller Film, 38 min"; Premiere auf den 44. Kurzfilmtagen Oberhausen),[1] siehe Weblinks
- 1999: Virtual Vampire (Regie und Drehbuch)
- 2000: L’Amour (Drehbuch)
- 2005: Sieben Himmel (Regie und Drehbuch) – TV-Film
- 2010: Das elektrische Paradies (Regie und Drehbuch)